# جاي سميث (مغني)
جاي سميث (بالسويدية: Jay Smith)‏ هو عازف قيثارة ومغني سويدي، ولد في 29 أبريل 1981 في هلسينغبورغ في السويد.

## وصلات خارجية
- الموقع الرسمي
- جاي سميث على موقع ميوزك برينز (الإنجليزية)
- جاي سميث على موقع أول ميوزيك (الإنجليزية)
- جاي سميث على موقع ديسكوغز (الإنجليزية)
- جاي سميث على موقع ديسكوغز (الإنجليزية)
- جاي سميث على موقع قاعدة بيانات الفيلم (الإنجليزية)